# 2. etape af Tour de France 2013
Anden etape af Tour de France 2013 er en 154 km lang kuperet etape. Den bliver kørt søndag den 30. juni fra Bastia til Ajaccio på Korsika.